# Nisa (Beocia)
Nisa (en griego, Νἳσα) es el nombre de una antigua ciudad griega de Beocia, que fue mencionada por Homero en el Catálogo de las naves de la Ilíada, donde se le aplica el epíteto de «divina».
Dada la ausencia de noticias sobre la ubicación en Beocia de Nisa, Estrabón consideraba posible que la mención por Homero fuera un error y se tratara en realidad de la ciudad de Iso, aunque sí cita una Nisa, que ya no existía, cerca de Megara, cuyos habitantes habían emigrado para formar una colonia cerca del monte Citerón, pero en todo caso ambas poblaciones no estaban en Beocia. Otras conjeturas reemplazaban la Nisa del catálogo homérico por Creusa, Faras o Nysa, donde esta última sería, según Estrabón, una aldea del monte Helicón aunque Esteban de Bizancio apuntaba la posibilidad de que esta Nysa no hubiera existido nunca.